# Теодору, Николас
Ни́колас Теодо́ру (греч. Νικόλας Θεοδώρου; род. 17 сентября 2000, Афины) — греческий шахматист, гроссмейстер (2021), индивидуальный призер Олимпиады 2022.
В составе сборной Греции — участник Олимпиады 2022 (2-я доска, +6-0=3 — серебряная медаль в личном зачёте, командного чемпионата Европы 2017 (3-я доска +3-3=1) и 2023 (1-я доска, +3-2=3).

## Биография
Родился в Афинах, но в 2006 году его семья по материальным причинам переехала на Крит, где Николас в 2018 году окончил среднею школу. Он начал играть в шахматы с семи лет, а с 2015 года стал учеником шахматной академии Ханьи.
В мае 2022 года Теодору получил степень бакалавра физики и математики в Сент-Луисском университете. С августа 2022 года учился в аспирантуре по программе «Биостатистика и аналитика здоровья» в том же университете и получил обновленную полную стипендию, чтобы продолжить своё участие в университетской шахматной команде. В 2022 году в составе сборной Сент-Луисского университета занял 1-е место в «Финале четырёх» студенческого чемпионата США..
Участник многих международных шахматных турниров. В августе 2024 года победил в группе «А» Рижского технического университета.